# Kiminge kyrka
Kiminge kyrka (finska: Kiimingin kirkko) är en evangelisk-luthersk kyrka i den tidigare kommunen Kiminge i Uleåborg, Finland.
Kyrkan finns vid Kiminge älv nära stamväg 848.

## Historia
Träkyrkan ritades av Matts Honga och stod färdig 1760. Den invigdes 26 juli 1761. Den är församlingens första och enda kyrkobyggnad. Traditionen säger att man valde den plats där kyrkan skulle byggas genom att låta en av kyrkbyggets stockar flyta längs älven. På den plats där en stock flöt i land byggde man sedan kyrkan. Samma vandringslegend tillskrivs många andra kyrkor. Kyrkan hör till de bäst bevarade 1700-tals träkyrkorna i Finland. 
Det tillhörande klockstapeln uppfördes 1777 troligen av byggmästare Bengt Paso (10 december 1741 - 10 oktober 1820). Kiminge kyrka målades invändigt av Michael Toppelius.
Länsarkitekt Gustaf Strandberg planerade de restaureringar som gjordes  1954. Kyrkan målades ut- och invändigt, spåntaket tjärades och de yttre vapenhusen som tillkommit på 1800-talet revs. Ännu en större reparation gjordes 1974–1978 under ledning av professor Esko Järventaus och arkitekt Jorma Huusko. Då förnyades belysningen och värmesystemet, 

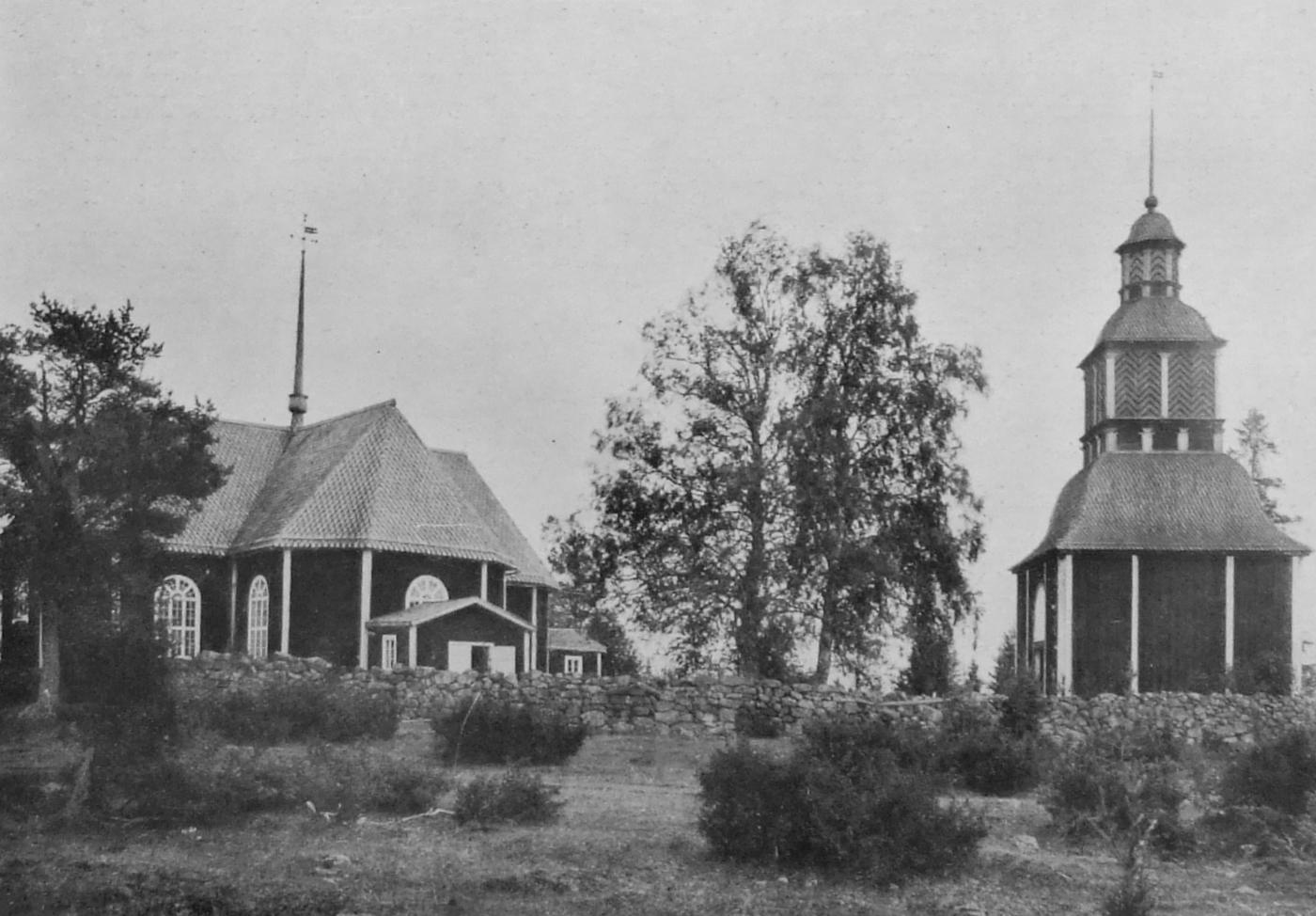
Kyrkan före restaureringen 1954

## Inventarier och målningar
Till kyrkans äldsta föremål hör en dopskål som införskaffades från Stockholm samma år som kyrkan invigdes. Under de första åren köptes också textilier, böcker och två kistor. Ljusstakar och timglaset kom som donationer. Oljemålningen "Jesus på korset" donerades av Johan och Elsa Eskola år 1769. Den målades av uleåborgsbördiga   Mikael Toppelius.
Han målade också altarväggen och dekorerade predikstolen med bilder av apostlarna. Bilderna på predikstolen har senare förstörts. Man antar att Topelius gjort målningarna efter arbetet i Haukipudas kyrka, men det är också möjligt att de skedde samtidigt som oljemålningen donerades.   På altarväggen målade Topelius en triptyk  i rokokostil. Triptykens teman är "Kopparormen", "Getsemane" och "Jesus på korset". Till vänster om själva triptyken står Moses med stentavlorna och till höger översteprästen Aron med ett rökelsekar i handen. 
Målningarna restaurerades på 1970–talet av länskonstnären i Uleåborg  Juhani Tuominen och hans fru Sinikka. 